# 13329 Девідгарді
13329 Девідгарді (13329 Davidhardy) — астероїд головного поясу, відкритий 20 вересня 1998 року.
Тіссеранів параметр щодо Юпітера — 3,251.